# Norma Croker
Norma Croker Fleming (* 11. September 1934 in Brisbane, Queensland, Australien; † 21. August 2019 ebenda) war eine australische Leichtathletin und Olympiasiegerin.
1956 belegte sie bei den australischen Meisterschaften Platz vier über 100 Yards und Platz drei über 220 Yards. Croker gewann bei den australischen Meisterschaften 1960 den sechsten Platz über 100 Yards und über 220 Yards Platz drei. Im Weitsprung errang sie die Bronzemedaille und in der 4-mal-110-Yards-Staffel Platz vier.
Bei den XVI. Olympischen Spielen 1956 in Melbourne erreichte sie den vierten Platz im 200-Meter-Lauf und die Mannschaftsgoldmedaille im 4-mal-100-Meter-Staffellauf, zusammen mit ihren Teamkolleginnen Shirley Strickland, Fleur Mellor und Betty Cuthbert, vor dem Team aus Großbritannien (Silber) und dem Team aus den USA (Bronze). Bei den XVII. Olympischen Spielen 1960 in Rom wurde sie in der gleichen Disziplin disqualifiziert und erreichte im Weitsprung Platz 15.